# Metro v Káhiře
Káhirské metro (arabsky مترو أنفاق القاهرة) je první ze dvou plnohodnotných systémů podzemní dopravy v celé Africe a arabském světě. Síť podzemních tras tvoří tři linky, které využívají dráhy se standardním rozchodem kolejnic 1435 mm. Cena lístku je 1 EGP (přibližně 3,10 Kč) za každou jízdu bez ohledu na její vzdálenost. Ve všech vlakových soupravách jsou prostřední vagóny (4. a 5.; označené červeným pruhem) určené pouze pro ženy, které si nepřejí cestovat společně s muži. Další dva vagóny označené zeleným pruhem slouží ve dne pouze pro ženy, avšak po 20. hodině v nich mohou cestovat i muži. Ženy však mohou svobodně cestovat v jakémkoliv vagónu. Tato služba byla zavedena jako ochrana žen před případným sexuálním obtěžováním ze strany mužů.
Káhirské metro přepravilo v roce 2011 denně necelé čtyři miliony cestujících.

## Potřeba metra
Na začátku všeho byla velká poptávka po podzemní dopravě, neboť Káhira je největším a nejhustěji osídleným městem v Africe a arabském světě. V roce 1987 její populace dosahovala deseti milionů obyvatel, přičemž další dva miliony denně dojížděly do Káhiry za prací. Kapacita káhirské veřejné dopravy se pohybovala kolem 20 000 cestujících za hodinu, přičemž po výstavbě metra vzrostla až na 60 000 pasažérů. V roce 1990 byla vypracována studie, která se zaměřovala na budoucí potřeby města, a ta odhalila, že přibližně 8,4 milionů obyvatel bude cestovat veřejnou dopravou a 2,7 milionu auty či taxislužbou. V současné době je dopravní kapacita 4,9 milionů cestujících za den, což je o 3,5 milionů méně než je aktuální potřeba. Tento fakt vedl k 50% nárůstu vozidel taxislužby v ulicích Káhiry, což samozřejmě vedlo ke zvýšení četnosti dopravních zácp.

## Plány na výstavbu

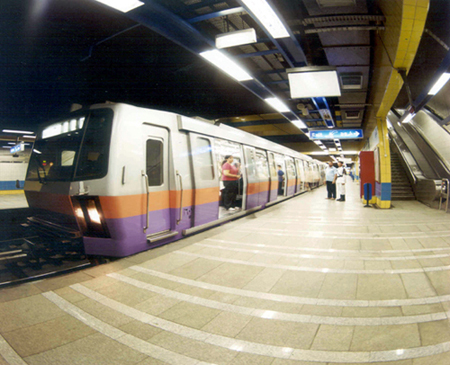
Káhirské metro

S prvním nápadem na vybudování podzemní sítě přišel v třicátých letech dvacátého století Sajíd Abdel Wahed, který pracoval v egyptském úřadu pro železnice. Jeho návrhy se však nikdy nerealizovaly. Po egyptské revoluci v roce 1952 byl zájem o tuto myšlenku obnoven. V roce 1954 vypracovali francouzští experti zprávu o budoucnosti egyptské dopravy a následně navrhli vybudování dvou podzemních drah; první o délce 12 km, která by spojovala Báb el-Luq a Ismá'ílíji, a druhou o délce 5 km, která by vedla mezi Búlákem a Abú el-Ela. Rovněž navrhli, že by se o všechny dopravní systémy měla starat jedna společnost.
Později přišla do Egypta řada dalších expertů. V roce 1956 přicestovali odborníci ze Sovětského svazu, v roce 1960 z Japonska a v roce 1962 opět z Francie, kteří navrhli výstavbu metra s několika linkami. První 5 km dlouhá trasa by vedla z Helwánu do El-Margu a vedla by pod Ramsesovo ulicí a ulicí Kasr el-Aini. Druhá trasa měla spojit Sajíd Zainab se Šubrou, vedla by pod centrem Káhiry a měřila by 9,5 km. Třetí by vedla na 11,5 km trase z Gízy do Abbásíjáhu. A poslední čtvrtá z El Awkafu k citadele, která by měřila 6,7 km.
V roce 1964 doporučili britští experti vytvořit linku z Báb el-Luqu do Šubry. V roce 1966 experti z Japonska doporučili k výstavbě trasu z Helwánu do El-Margu a další, která by vedla přes Mohandessin, Heliopolis a ulici 26. července. Tato trasa měla měřit 26 km. V roce 1969 vláda schválila potřebu studie, která by ukázala potřebnou kapacitu pro káhirský dopravní systém. Ministerstvo dopravy vyhlásilo na vypracování této studie mezinárodní výběrové řízení. Přihlásilo se celkem osm společností, ze kterých nakonec vyhrála francouzská firma Sufreto. Studie byla dokončena v roce 1973 a zabývala se hlavně předpokládaným růstem počtu obyvatel Káhiry a přepravní kapacitou, která bude potřebná v letech 1980, 1985 a 1990. V závěru stálo, že bude nezbytností vybudovat celkem tři linky, které vyřeší dopravní problém v oblasti Velké Káhiry. První linka měla využívat již funkční železniční trasy (Helwán - Báb el-Luq a El Laymun Bridge - El Marg) a spojit je pomocí metra. Celkově měla mít tato trasa 43 km. Druhá linka měla dosahovat vzdálenosti 13,5 km a spojit Šubrá al-Chejmu a Bulák el Dakrur. Trasa měla vést pod Ramsesovou ulicí a náměstím Tahrír. Třetí linka měla vést na deseti kilometrové trati z El Darasy do Imbaby.
Prioritou projektu byla první linka, která měla snížit denní přepravu lidí cestujících z a do Káhiry až o třicet procent. Navíc tato linka měla využít již dostupné železniční sítě. Detailní studie této stavby trvala šest let, od roku 1975 do 1981. Pro výstavbu metra bylo opět vyhlášeno výběrové řízení, které vyhrála egyptsko-francouzská společnost Entra Nevra Arabco.
V současné době je v plánu vybudování dalších tří tras:
- Linka 4: Nasr City - Abbásíja - Gíza - El Haram (délka trasy: 24 km)
- Linka 5: Nasr City - Heliopolis - Šubrá al-Chejma (délka trasy: 19 km)
- Linka 6: Mádí - centrum Káhiry - Šubrá al-Chejma (délka trasy: 21 km)

## Linka 1 (Helwán - El Marg)

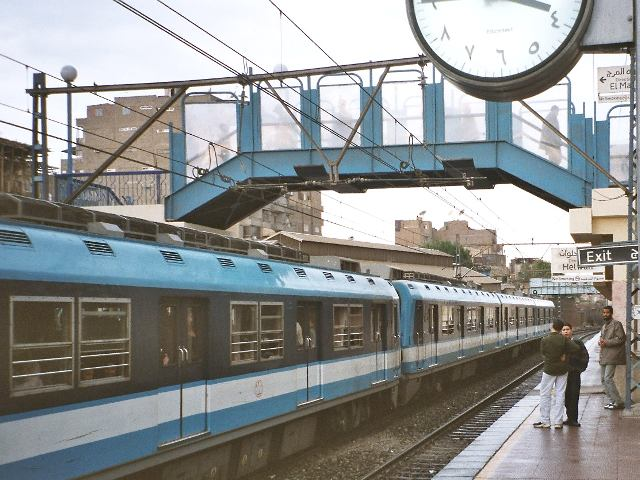
Vlaková souprava na trase linky 1

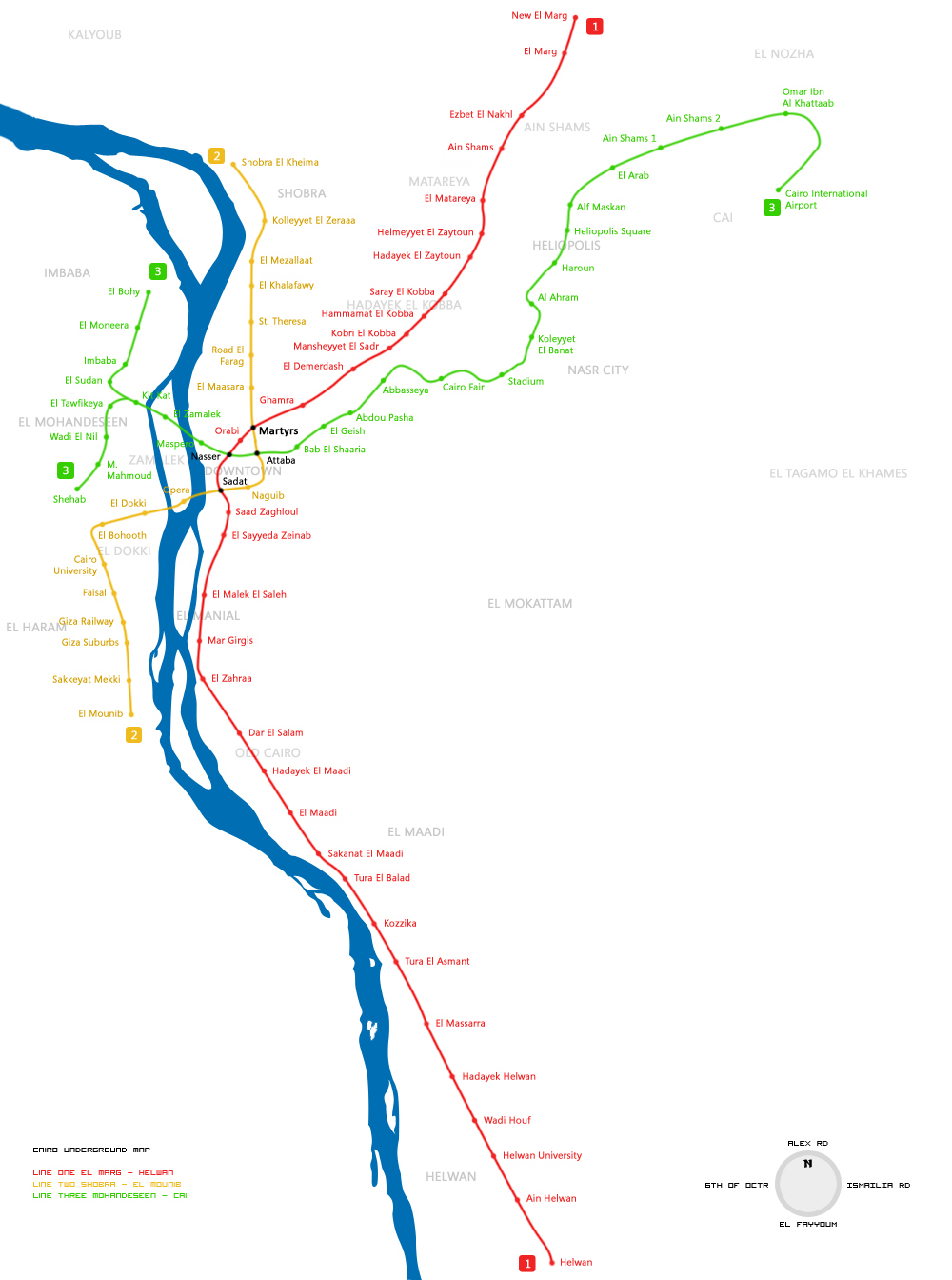
Plánek tras káhirského metra

Linka 1 je první trasou káhirského metra. První část této trasy byla otevřena veřejnosti v roce 1987 a o dva roky později byla kompletně dokončena. Trasa spojující Helwán s El Margem měří 43 km, z čehož pouze 4,5 km vede pod zemí, a obsahuje 33 stanic. Od roku 1989 se trasa dočkala malých změn. V roce 1999 byla na severním konci trasy postavena nová stanice New El Marg, čímž se linka prodloužila na celkových 44,3 km. Další nová stanice Helwán univerzita byla postavena mezi zastávkami Wadí Houf a Ain Helwán. Trasa se tak v současnosti skládá z 35 zastávek. Linku 1 obsluhují vlaky s devíti vozy, které dosahují maximální rychlosti 100 km/h. Časový rozestup mezi vlaky je 2,5 minuty. Linka může přepravit v obou směrech 60 000 cestujících za hodinu.

### Náklady
Stavba projektu začala v roce 1982, kdy Egypt obdržel od francouzské vlády nezbytnou půjčku. První trasa z Helwánu od El Margu stála 1107 milionů franků, které byly rozděleny do různých fází stavby. Celková částka 473,9 milionů EGP, která byla použita na první fázi z Helwánu k Ramsesově ulici, byla rozdělena následovně:
- 397 milionů EGP stál tunel o délce 4,7 km mezi Sajíd Zainab a Ramsesovou ulicí[13]
- 74,5 milionů EGP na obnovu starší železnice[14]
- 2,4 milionů EGP na výstavbu stanice v Dar El Salam[14]

Druhá fáze stála 499,6 milionů EGP a spojila železnici (Laymoun Bridge - El Marg) s metrem. Dodatečné výdaje byly zpřístupněny na žádost ministra dopravy:
- 172,8 milionů EGP na dokončení trasy Ramses - El Marg[14]
- 280 milionů EGP na třetí fázi Helwán - El Marg[14]
- 400 milionů EGP na trasu Šubrá al-Chejma - Ramses - náměstí Tahrír[14]
- 2 miliony EGP za přípravu studie druhé linky Imbaba - El Darasa[14]

### Výstavba
Výstavba linky 1 měla dvě fáze. První zahrnovala trasu z Helwánu do Sajíd Zainab a tunel z Helwánu k Ramsesově ulici. Na dvaceti čtyř kilometrové trase z Helwánu do Sajíd Zainab byly provedeny následující práce:
- Izolace existující železnice a výstavba devíti mostů pro auta a dvaceti jedna nadchodů pro pěší[15]
- Výstavba sedmnácti výhybek[15]
- Renovace stávající železnice[15]
- Výroba 882 km kabelů, které byly na tuto část trasy potřebné[16]

Následovala výstavba trasy k Ramsesově ulici, která vede pod zemí a je 4,5 km dlouhá. Tento úsek zahrnuje pět podzemních stanic, které následují za zastávkou Sajíd Zainab:
- zastávka Saad Zaghloul
- zastávka Sadat
- zastávka Gamal Abdel Násir
- stanice Ahmed Orabi
- stanice Mučedníků revoluce (dříve stanice Mubárak), která se nachází pod Ramsesovo náměstím

Výstavba této části v číslech:
- 117 000 m3 betonu bylo použito[16]
- 334 550 m3 výkopových prací[16]
- 3900 betonových panelů[16]
- 3800 metrů dalších výkopových prací[16]

První fáze linky 1 z Helwánu na Ramsesovo náměstí byla dokončena a otevřena pro veřejnost v roce 1987. Její celková délka byla 29 km.
Druhá fáze linky z Helwánu do El Margu zahrnovala výstavbu trasy z Ramsesova náměstí do El Margu, která měřila 14 km. Záměrem bylo otevření trasy v roce 1988, avšak kvůli menším potížím bylo spuštění této části odloženo až na rok 1989. Na této části byly provedeny následující práce:
- přestavba linky El Marg na elektrickou dráhu[17]
- nákup 48 nových jízdních souprav, jejichž celkový počet se tak zvýšil na 100[17]
- modernizace depa, která tak umožnila provádět údržbu 204 jízdních souprav[17]
- výstavba 220 kW generátoru, který bude v budoucnu poskytovat elektřinu pro další linky[17]

## Linka 2 (Šubrá al-Chejma - El Mounib)

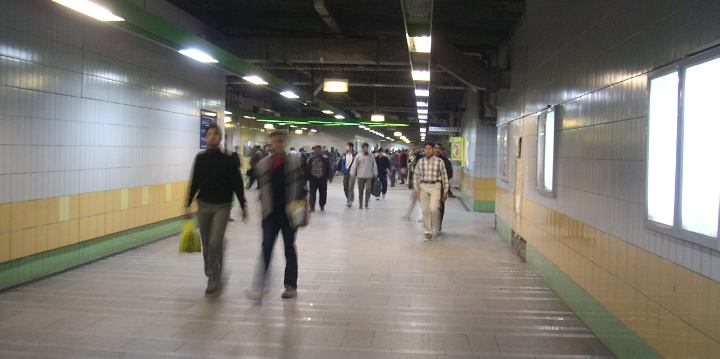
Stanice Attaba - linka 2

Linka 2 je druhou linkou káhirského metra. Měří 21,6 km, z čehož 13 km vede pod zemí, a obsahuje dvacet zastávek, z kterých je dvanáct pod zemí. Síť káhirského metra byla výrazně rozšířena v polovině devadesátých let, kdy byla postavena nová trasa, která spojovala Šubrá al-Chejmu s Káhirskou univerzitou. Tato trasa byla později prodloužena až do Gízy. Tato linka je historicky první, která vede pod řekou Nil. Vnitřní průměr tunelu, který vede pod Nilem, je 8,35 m a byl vyhlouben pomocí metody TBM. Hlavním rozdílem mezi linkou 1 a linkou 2 je ten, že linka 1 využívá trolejového vedení, kdežto linka 2 napájecí kolejnice. Výstavba byla dokončena v říjnu 2000 a později byla prodloužena do El Mounibu.

### Výstavba
- říjen 1996 - trasa Šubrá al-Chejma - Mubarak, 8 km[19]
- září 1997 - trasa Mubarak - Sadat, 3 km[19]
- 19. duben 1999 - Sadat - Káhirská univerzita, 5,5 km (včetně tunelu pod Nilem)[19]
- 8. října 2000 - Káhirská univerzita - Gíza předměstí, 2,7 km[19]
- 17. ledna 2005 - Gíza předměstí - El Mounib, 2,6 km[19]

## Linka 3 (Imbaba / Mohandiseen - Mezinárodní letiště Káhira)
Káhirská linka 3 není zcela dokončena a v současné době operuje mezi stanicemi Attaba a Abbásíja. Rozestavená je část na severovýchod do Heliopole, odkud bude v budoucnu pokračovat na mezinárodní letiště v Káhiře. Tato linka, stejně jako linka 2, spojuje oba břehy Nilu. Celková délka trasy po dokončení bude přibližně 30 km, z čehož většina bude vedena tunelem pod zemí. Výstavba této trasy je rozdělena do čtyřech fází. Na konečné stanici na západní straně se počítá s výstavbou depa a ve stanici Abbásíja, která se nachází uprostřed trati, s menší opravnou.
Plán stavby první fáze této trati bral v úvahu bezpečné křižování dvou dalších podzemních struktur; konkrétně křižování linky 2 ve stanici Attaba a páteřní tunel s odpadní vodou severně od Attaby. V plánu je rovněž návrh na využívání některých podzemních stanic jako obchodních center. Vlakové soupravy budou stejně jako u linky 2 využívat napájecí kolejnici. Výběrové řízení na stavbu první fáze této trati vyhrála egyptská společnost Orascom Construction Industries. Linka bude vybavena samoobslužným odbavovacím systémem.

### Výstavba
- fáze 1: trasa Attaba - Abbásíja; 4,3 km a pět stanic (otevřena 21. února 2012)
- fáze 2: trasa Abbásíja - Al Ahram; 6,2 km a čtyři stanice (otevření: říjen 2013)
- fáze 3: trasa Atabba - Imbaba / Mohandiseen; 11,6 km a dvanáct stanic (plánované otevření: říjen 2017)
- fáze 4: trasa Al Ahram - Mezinárodní letiště Káhira; 12,1 km a osm stanic (plánované otevření: říjen 2019)